# Движение национального сопротивления
Движение национального сопротивления (суахили Harakati za Upinzani za Kitaifa; англ. National Resistance Movement) — универсальная политическая партия в Уганде, возглавляемая Йовери Мусевени. Правящая партия Уганды.

## История
В мае 1980 году Мусевени создал партию Патриотическое движение Уганды, которая на выборах 1980 года лишь одно место в парламенте. Мусевени обвинил Милтона Оботе и его Народный конгресс Уганды в фальсификациях и в 1981 году создал Армию национального сопротивления (АНС), которая развязала партизанскую войну в стране. На этом этапе АНС, чью идеологическую платформу определяли левые студенты Университета Макерере, активно использовала марксистскую риторику. В январе 1986 года АНС заняла столицу страны Кампалу и 29 января Йовери Мусевени был провозглашен президентом.
После захвата власти АНС была преобразована в Движение национального сопротивления, которое с 2005 года стала политической партией. В марте 1986 года политические партии были запрещены. Партийная идеология с революционного марксизма сменилась на экономический прагматизм и неолиберализм, стали проводиться рыночные реформы. Экономические успехи привели к тому, что Уганда стала одной из наиболее динамично развивающихся стран в Восточной Африке. Рост экономики в 1990 — начале 2000-х годах составлял в среднем 7 % в год.
В 1996 году Мусевени одержал победу на президентских выборах, набрав более 72 % голосов, и переизбран на выборах 2001 года. В 2005 году было упразднено ограничение в два президентских срока. на референдуме 2005 года в Уганде была восстановлена многопартийная система.
Мусевени переизбирался на выборах 2006, 2011 и 2016 годов с большим отрывом от конкурентов. В 2018 году Мусевени подписал конституционный закон об отмене возрастных ограничений на право занимать пост президента, чтобы баллотироваться на выборах 2021 года.

## Участие в выборах

### Президентские выборы
| Выборы | Кандидат        | Голосов   | %       | Результат |
| ------ | --------------- | --------- | ------- | --------- |
| 1996   | Йовери Мусевени | 4 428 119 | 74,2 %  | Избран    |
| 2001   | Йовери Мусевени | 5 123 360 | 69,33 % | Избран    |
| 2006   | Йовери Мусевени | 4 109 449 | 59,26 % | Избран    |
| 2011   | Йовери Мусевени | 5 428 369 | 68,38 % | Избран    |
| 2016   | Йовери Мусевени | 5 971,872 | 60,62 % | Избран    |
| 2021   | Йовери Мусевени | 5 851 037 | 58,64%  | Избран    |

### Парламентские выборы
| Выборы | Лидер           | Голосов       | Голосов   | %       | Мест       | +/-   | Положение | Правительство                              |
| ------ | --------------- | ------------- | --------- | ------- | ---------- | ----- | --------- | ------------------------------------------ |
| 1996   | Йовери Мусевени |               |           |         | 156 из 276 | ▲ 156 | ▲ 1       | Правительство большинства                  |
| 2001   | Йовери Мусевени |               |           |         | 214 из 295 | ▲ 58  | ▬ 1       | Правительство конституционного большинства |
| 2006   | Йовери Мусевени |               |           |         | 213 из 319 | ▼ 1   | ▬ 1       | Правительство конституционного большинства |
| 2011   | Йовери Мусевени | По округам    | 3 883 209 | 49,22 % | 263 из 375 | ▲ 50  | ▬ 1       | Правительство конституционного большинства |
| 2011   | Йовери Мусевени | Женская квота | 3 803 608 | 51,56 % | 263 из 375 | ▲ 50  | ▬ 1       | Правительство конституционного большинства |
| 2016   | Йовери Мусевени |               |           |         | 293 из 426 | ▲ 30  | ▬ 1       | Правительство конституционного большинства |